# جوني فلين
جوني فلين (بالإنجليزية: Jonny Flynn)‏ مواليد 6 فبراير 1989 في نياجارا فولز، هو لاعب كرة سلة محترف أمريكي بدأ مسيرته الاحترافية في سنة 2009 حيث تم اختياره من قبل فريق مينيسيوتا تيمبر وولفز خلال الدرافت،. يبلغ طوله 6 قدم 0 بوصة (1.8 م). اعتزل اللعب في 2014.

## فرق لعب لها
- مينيسيوتا تيمبر وولفز
- هيوستن روكتس
- بورتلاند ترايل بلايزرز
- أورلاندينا باسكيت

## إحصائيات المسيرة

### الموسم الاعتيادي
| السنة   | الفريق                 | لعب | بدأ | دقيقة | ميداني% | ثلاثية | حرة  | ارتداد | صنع | استلاب | تصدي | نقطة |
| ------- | ---------------------- | --- | --- | ----- | ------- | ------ | ---- | ------ | --- | ------ | ---- | ---- |
| 2009–10 | مينيسيوتا تيمبر وولفز  | 81  | 81  | 28.9  | .417    | .358   | .826 | 2.4    | 4.4 | 1.0    | .0   | 13.5 |
| 2010–11 | مينيسيوتا تيمبر وولفز  | 53  | 8   | 18.5  | .365    | .310   | .762 | 1.5    | 3.4 | .6     | .1   | 5.3  |
| 2011–12 | هيوستن روكتس           | 11  | 0   | 12.3  | .293    | .222   | .786 | .7     | 2.5 | .3     | .1   | 3.4  |
| 2011–12 | بورتلاند ترايل بلايزرز | 18  | 1   | 15.6  | .378    | .320   | .720 | 1.7    | 3.8 | .2     | .1   | 5.2  |
| المسيرة |                        | 163 | 90  | 22.9  | .400    | .338   | .809 | 1.9    | 3.9 | .7     | .0   | 9.2  |

## روابط خارجية
- جوني فلين على موقع الاتحاد الدولي لكرة السلة (الإنجليزية)
- جوني فلين على موقع إن بي أي (الإنجليزية)
- جوني فلين على موقع سبورتس رفرنس (الإنجليزية)
- جوني فلين على موقع كرة السلة الأوروبية.كوم (الإنجليزية)
- جوني فلين على موقع كلية كرة السلة في سبورتس رفرنس.كوم (الإنجليزية)
- جوني فلين على موقع ريلجم (الإنجليزية)
- جوني فلين على موقع بروبوليرز (الإنجليزية)
- جوني فلين على موقع سبورتس رفرنس (الإنجليزية)
- جوني فلين على موقع سبورتس رفرنس (الإنجليزية)